# Героїчний реалізм

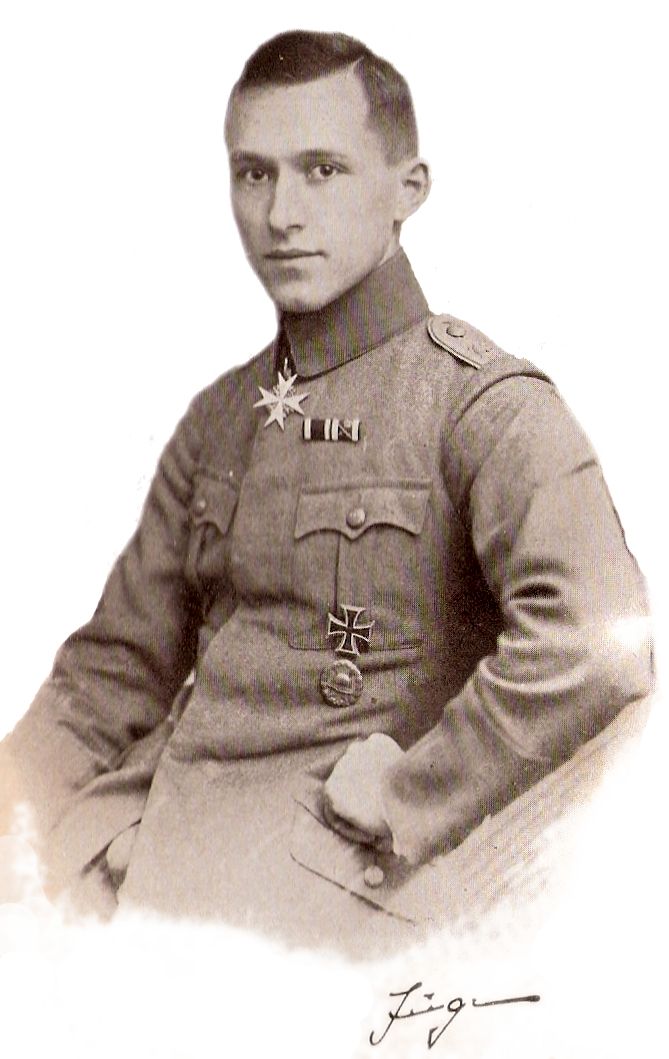
Ернст Юнгер

Героїчний реалі́зм (нім. Heroischer Realismus) — мистецький та літературний напрямок 20-40-х років XX століття, який став провідним у культурі нацистської Німеччини. Як назви офіційної доктрини використовувалися також терміни «ідеальний реалізм» та «арійське мистецтво». Фактично ж героїчний реалізм є німецьким варіантом монументалізму, стилю, притаманного й іншим тоталітарним державам.

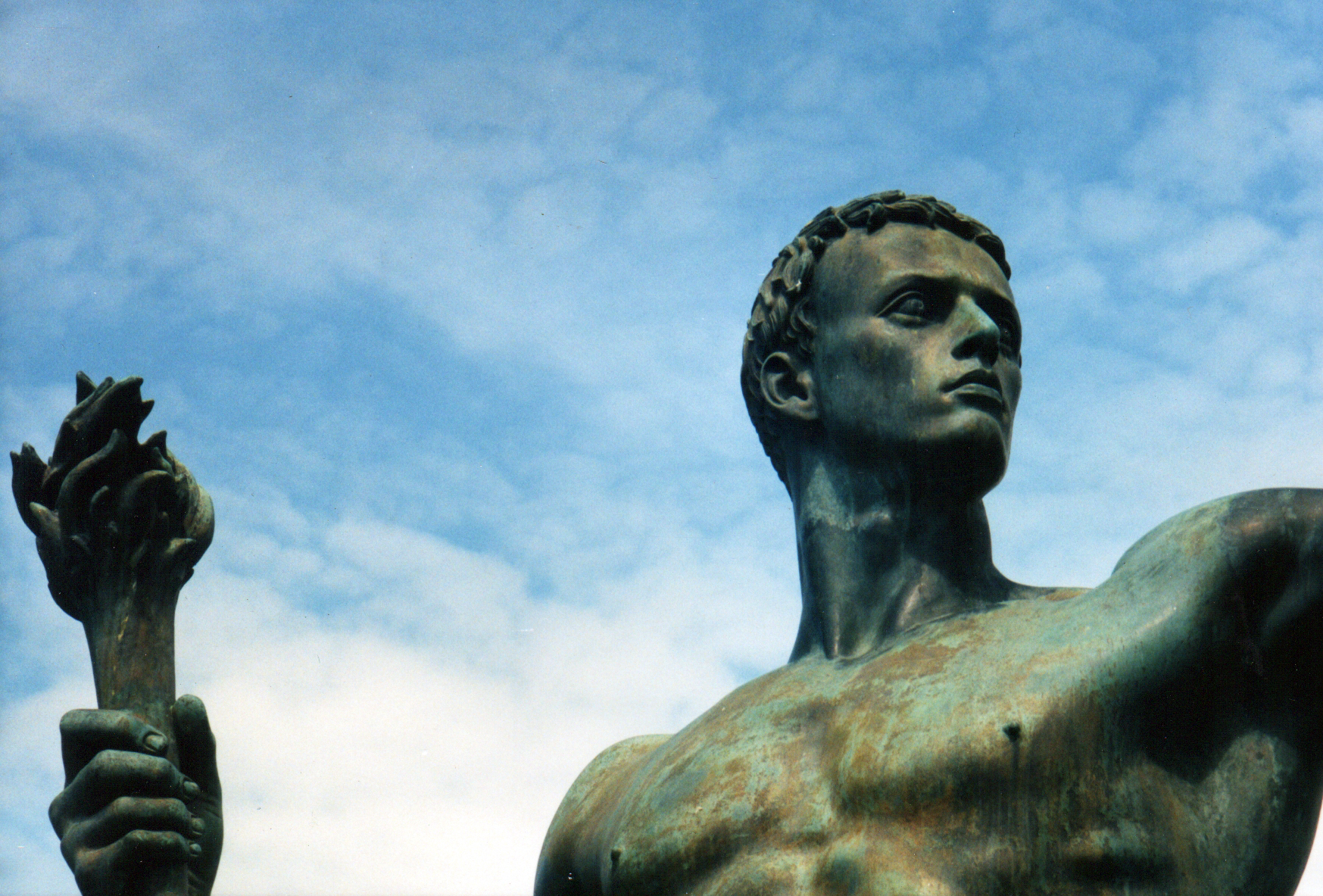
Арно Брекер.Партія

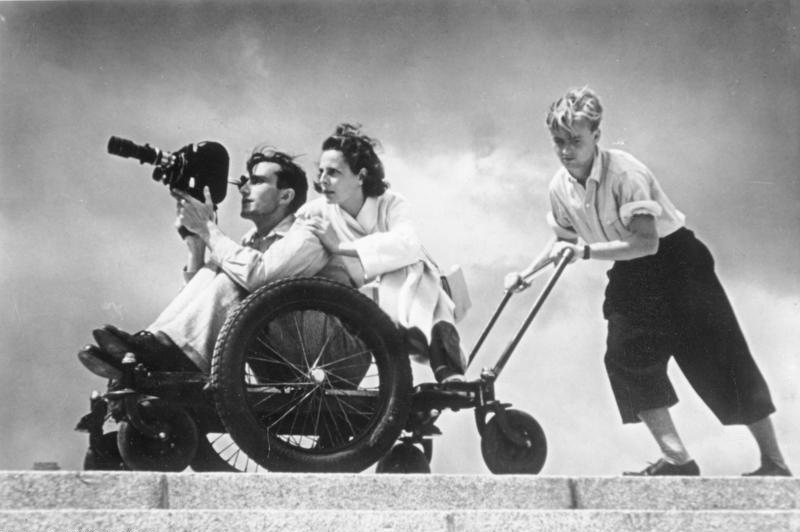
Лені Ріфеншталь на зйомках

Філософське підґрунтя концепції «героїчного реалізму» можна знайти у творах Фрідріха Ніцше, відомого міркуваннями про «надлюдину» та «найвищий реалізм». Не дивно, що першим словосполучення «героїчний реалізм» для позначення нового творчого методу використав російський ніцшеанець Максим Горький — в одному з листів на Антона Чехова. Термін швидко набув популярності в Росії, проте з часом був витіснений іншими — сам Горький зрештою пристав до офіційної радянської доктрини «соціалістичного реалізму». Натомість визначення припало до душі співвітчизникам Ніцше. В 1930 році його використав правник Вернер Бест. В тому ж році статтю «Героїчний реалізм» оприлюднив письменник та філософ Ернст Юнгер.
Термін одразу взяли на озброєння нацистські ідеологи — Альфред Розенберг та Йозеф Геббельс — для позначення «расово здорової німецької культури», яку вони протиставляли «дегенеративному мистецтву» доби Веймарської республіки і модерністським художнім течіям загалом. В їхньому розумінні нацистське мистецтво мало продовжити традиції реалізму XIX сторіччя, хоча насправді реалістична (або радше натуралістична) складова так і не стала в ньому визначальною. Ганс Ґюнтер, зокрема, наголошує що не менш важливими рисами нового стилю було звертання до канонів класицизму, підкреслена народність та монументальність,(звідси й загальна назва стилю — монументалізм). Очевидною є також спорідненість літератури «героїчного реалізму» з неоромантизмом початку XX сторіччя — показово, що один з найвизначніших європейських неоромантиків, Кнут Гамсун симпатизував нацистам.
З приходом Гітлера до влади, «героїчний реалізм» перетворився на офіційну культурну доктрину нового режиму. Однак поруч із ним все ж існували інші мистецькі течії — такі як «нордичний експресіонізм» або ж «вітчизняне мистецтво».
Архітектурний стиль Третього Рейху, що цілком відповідає естетичним засадам «героїчного реалізму», зазвичай називають «нацистським неокласицизмом».
Найвідомішими представниками «героїчного реалізму» вважають письменника і філософа Ернста Юнгера, кінорежисерку Лені Ріфеншталь, живописців Адольфа Ціглера і Людвіга Деттмана, скульптора Арно Брекера., архітекторів Альберта Шпеєра та Пауля Трооста.